# Carolin Petit
Carolin Petit, né le 4 septembre 1957 et mort le 17 avril 2016 en Suisse, est un compositeur de musiques de films français, principalement pour des séries, émissions, fictions et documentaires pour la télévision. Il est également l'arrangeur et le compositeur pour de nombreux artistes tels Serge Lama, Serge Gainsbourg, Véronique Sanson et Patrick Fiori.

## Biographie
Carolin Petit est le fils de Pierre Petit, compositeur qui a obtenu le premier Grand Prix de Rome, et directeur de l'Ecole Normale de Musique, et d'une mère violoniste. Il a pour demi-frère le chanteur Romain Didier. Pianiste et guitariste de formation, Carolin entre à l’École Normale de Musique pour parfaire ses compétences, avant de partir étudier au Berklee College of Music de Boston.
Il fait ses débuts en tant qu'arrangeur avec le titre Savoir de Diane Tell et l'album éponyme de Véronique Sanson, en 1985.
Par la suite, il compose plus de cent cinquante bandes pour des fictions françaises.
À partir de 2004, il est directeur musical de la série Plus belle la vie et en est le principal compositeur.
Carolin Petit meurt le 17 avril 2016 en Suisse à l'âge de 58 ans, alors qu'il est présent pour l'inauguration de Chaplin's World, le musée sur Charlie Chaplin. Crématisé, ses cendres sont déposées au columbarium du cimetière Pierre-Grenier à Boulogne-Billancourt.

## Filmographie

### Cinéma
- 1995 : Zadoc et le bonheur de Pierre-Henry Salfati
- 1998 : Alissa de Didier Goldschmidt
- 2006 : Aurore de Nils Tavernier

### Télévision
- 1994 : L'Été de Zora de Marc Rivière
- 1994 : Ma sœur est un chic type de Mathias Ledoux
- 1995 : Femme de passions de Bob Swaim
- 1996 : La Poupée qui tue de Bruno Gantillon
- 1996 : La Règle du silence de Marc Rivière
- 1996 : Le Propre de l'homme de Marc Rivière
- 1996 : Les Steenfots, maîtres de l'orge, mini-série de Jean-Daniel Verhaeghe
- 1997 : Le Censeur du lycée d'Épinal de Marc Rivière
- 1997 : Une femme sur mesure de Detlef Rönfeldt
- 1997 : Aventurier malgré lui de Marc Rivière
- 1998 : Louis la brocante de Jacques Rouzet et Pierre Sisser
- 1999 : La Petite Fille en costume marin de Marc Rivière
- 2000 : Sans famille de Jean-Daniel Verhaeghe
- 2002 : La Bataille d'Hernani de Jean-Daniel Verhaeghe
- 2002 : Romance sans paroles de Jean-Daniel Verhaeghe
- 2002 : L'Enfant des lumières de Daniel Vigne
- 2003 : Les Thibault, mini-série de Jean-Daniel Verhaeghe
- 2004 : Allons petits enfants de Thierry Binisti
- 2004 : Sissi, l'impératrice rebelle de Jean-Daniel Verhaeghe
- 2004 : Le Père Goriot de Jean-Daniel Verhaeghe
- 2004-2016 : Plus belle la vie, feuilleton télévisé : principal compositeur
- 2004 : Haute coiffure de Marc Rivière
- 2005 : Galilée ou l'Amour de Dieu de Jean-Daniel Verhaeghe
- 2005 : Jaurès, naissance d'un géant de Jean-Daniel Verhaeghe
- 2005 : Quelques mots d'amour de Thierry Binisti
- 2006 : Marie Besnard, l'empoisonneuse de Christian Faure
- 2007 : Le Clan Pasquier, mini-série de Jean-Daniel Verhaeghe
- 2007 : Ondes de choc, mini-série de Laurent Carcélès
- 2008 : Raboliot de Jean-Daniel Verhaeghe
- 2008 : La Résistance, docu-fiction en deux parties de Félix Olivier
- 2009 : La Reine et le Cardinal de Marc Rivière
- 2009 : L'Abolition de Jean-Daniel Verhaeghe

### Documentaires
- 1994 : Les Chroniques de l'Afrique sauvage, série de Frédéric Lepage, 24 x 26 minutes, XL Productions
- 1994 : Un combat pour les animaux, série de Vincent Rousselet-Blanc, 13 x 26 minutes, XL Productions
- 1997 : Les Chroniques de l'Amazonie sauvage, série de Frédéric Lepage, 24 x 26 minutes, XL Productions
- 1998 : L'Odyssée bleue, série de Frédéric Lepage, 12 x 26 minutes, Télé Images, France 2, RAI, Eau Sea Bleue Productions
- 1999 : Les Chroniques de l'Australie sauvage, série de Frédéric Lepage, 24 x 26 minutes, Télé Images Nature
- 1999 : Les Nouveaux sanctuaires, série de Frédéric Lepage, 12 x 26 minutes, La Cinquième, Télé Images Nature
- 2000 : Les Intrus, série d'Éric Gonzalez, 12 x 26 minutes, Télé Images Nature, Les Productions Espace Vert, La Cinquième
- 2001 : Les Chroniques de l'Asie sauvage, série de Frédéric Lepage, 6 x 52 minutes, Télé Images Nature
- 2002 : Les Chroniques de l'Amérique sauvage, série de Frédéric Lepage, 6 x 52 minutes, Télé Images Nature
- 2002 : John et les singes, réalisé par Éric Gonzalez, 52 minutes, Télé Images, Espace Vert Productions, France 3
- 2002 : Cités sauvages, série de Laurent Frapat, Stuart Samuels et Atsushi Murayama, 4 x 52 minutes, Télé Images Nature, Stuart Samuels Productions, NHK, France 5
- 2002 : Les Nuits sauvages, série d'Eric Veyssière et René Heuzy, 3 x 52 minutes, Télé Images Nature, France 2
- 2003 : Super plantes série d'Éric Gonzalez, 6 x 52 minutes, Télé Images Nature, Productions Espace Vert INC, France 5
- 2004 : Genesis II et l'homme créa la nature, série de Frédéric Lepage, 7 x 52 minutes, Télé Images Nature, Looks Films & TV, France 5
- 2005 : Brûlez Rome, docu-fiction de Robert Kechichian, 85 minutes, A Prime Group, France 3, France 5
- 2006 : L'Odyssée de la vie, réalisé par Nils Tavernier, 90 minutes, France 2, Transparences Productions, 17 juin Média
- 2007 : La Résistance, série de Christophe Nick, 4 x 52 minutes, Les Films de la Croisade, Yami 2, France 5
- 2009 : Le Mystère des jumeaux, réalisé par Nils Tavernier, 94 minutes, France 2, Doc en Stock
- 2010 : Extinctions, série de Frédéric Lepage, 6 x 52 minutes, FL Concepts & Co
- 2012 : Sauvés de l'extinctions, suite de la série de Extinctions du même auteur, 6 x 52 minutes

### Émissions
- 1987-1994 : Sacrée Soirée
- 1994-2009 : Sans aucun doute
- 1995-1999 : Intervilles
- 1995-2000 : Les Années tubes

### Théâtre
- 1996-1997 : Ils s'aiment
- 2001 : Roméo et Juliette, de la haine à l'amour
- 2001-2002 : Tintin, le Temple du Soleil
- 2003 : Freedom
- 2003-2004 : Belles belles belles

## Récompense
- 2003 : Meilleure musique pour Les Penn-sardines de Marc Rivière au Festival de la fiction TV de Saint-Tropez.